# Carstuckgirls.com
Carstuckgirls.com (auf Deutsch etwa [Mit dem] Auto steckengebliebene Mädchen) ist ein in Deutschland ansässiges kommerzielles Internetangebot, bei dem hauptsächlich Videos angeboten werden, die sommerlich gekleidete Frauen dabei zeigen, wie sie mit einem Kraftfahrzeug in sandigem oder schlammigem Gelände steckenbleiben und anschließend vergeblich versuchen, sich aus dieser Lage durch wiederholtes Anfahren zu befreien.
Es werden VHS-Kassetten und DVDs zum Versand angeboten, aber auch einige Bilder und Videos online gezeigt.
Neben dem Zeigen von leicht bekleideten Darstellerinnen werden spezielle erotische Vorlieben, hauptsächlich Fußfetischismus bzw. Schuhfetischismus (das Treten des Gaspedals wird ausführlich gezeigt) und automobilbezogener Fetischismus, angesprochen und gängige Rollenklischees zum Verhältnis von Frauen und Technik bedient.
Das Angebot startete am 2. Februar 2003 und beinhaltete Bilder von einer jungen Frau, die mit ihrem Auto im Schlamm steckengeblieben ist. 2004 gewann Carstuckgirls.com sowohl den Webby award als auch den People's Voice award bei den Webby Awards in der Kategorie Weird (deutsch Verrücktes) und setzte sich damit gegen vier andere Angebote durch.
Dies erhöhte die Bekanntheit und führte zu Blog-Einträgen und einer Erwähnung im Wired.
In Deutschland wurden die Videos durch die Ausstrahlung im Rahmen der Sendung Sexy Sport Clips einem größeren Publikum bekannt.